# (35133) 1992 QX
1992 كيو أكس (ويعرف أيضًا باسم (35133) 1992 كيو أكس وفق تسمية الكوكب الصغير) (بالإنجليزية: 1992 QX)‏ هو كويكب ضمن حزام الكويكبات؛ وترتيبه 35133 من حيث الاكتشاف.
اكتُشف هذا الجُرم الفلكي بواسطة اليانور إف. هيلين في 29 أغسطس 1992.

## وصلات خارجية
- (35133) 1992 QX في قاعدة بيانات مختبر الدفع النفاث لأجرام النظام الشمسي الصغيرة

- الاكتشاف · مخطط المدار ·  العناصر المدارية · المعلمات المادية

- (35133) 1992 QX على موقع ويكي سكاي: DSS2, SDSS, GALEX, IRAS, Hydrogen α, X-Ray, Astrophoto, Sky Map, Articles and images